# Sălătrucel
Sălătrucel est une commune du județ de Vâlcea en Roumanie.